# Blaengwrach
Blaengwrach es una comunidad o barrio de la ciudad condado (en inglés, county borough) de Neath-Port Talbot, en Gales (Reino Unido).
Está ubicado al sur de Gales, entre Swansea, al oeste, y Cardiff, al este, y al norte del canal de Bristol.